# Société missionnaire de Bethléem
La Société missionnaire de Bethléem (en latin Societas missionum exterarum de Bethlehem in Helvetia, abréviation:SMB), est une société de vie apostolique formée de prêtres et de frères unis par leur engagement missionnaire. En tant que société de vie apostolique, la SMB n'est pas un ordre religieux, mais est directement subordonnée au Dicastère pour l'évangélisation à Rome. Les membres de la Société mènent une vie selon les conseils évangéliques, c'est-à-dire dans la pauvreté, l'obéissance et le célibat.
Les origines de la Société remontent à l'année 1895. À la fin de mai 2021, le centenaire de la délivrance du Décret pontifical aux Missionnaires de Bethléem a été solennellement célébré à la maison-mère de SMB à Immense (Canton de Schwytz, Suisse).

## Histoire de la fondation
L’origine de la Société Missionnaire de Bethléem (SMB) remonte au prêtre français Pierre-Marie Barral,. En 1895, il fonda à Meggen (Suisse) "l’École apostolique de Bethléem", qui fut transférée à Immensee en 1896 et deviendra le Gymnase de Bethléem. La même année parait la revue « Bethléem »,,, en 4 langues.
À ses débuts, l’institut visait la formation de garçons issus de familles pauvres pour desservir les paroisses délaissées en Europe; peu à peu, l’engagement missionnaire en Asie,, en Afrique et en Amérique latine prévalut. Des cercles d’amis se formèrent en Autriche, en Italie, en France, en Angleterre, au Portugal et même aux États-Unis.
En 1907, des difficultés financières dues au marché financier, à la recherche de fonds douteux et à des emprunts hasardeux poussèrent le futur premier supérieur général Pietro Bondolfi,,,,à opérer une réorganisation de l’Institut en ‚Missionshaus Bethlehem’.
Le 30 mai 1921 fut publié à Rome le décret pontifical de l’édification du „Séminaire suisse pour les Missions étrangères“, c. à d. la Société missionnaire de Bethléem (SMB) dans sa forme actuelle.
Le recrutement des vocations était assuré principalement par le gymnase de Bethléem à Immensee, dont dépendaient les écoles apostoliques de Rebstein SG (1926-73) et de Fribourg (1938-72). En 1995, le gymnase devint une fondation privée.
La formation des candidats à la prêtrise fut transférée de Wolhusen (à partir de 1922) à Emmetten en 1932, puis à la faculté de théologie de Lucerne en 1969.
En 1925, la Société missionnaire de Bethléem (SMB) a commencé à admettre les premiers frères missionnaires pour contribuer dans des domaines tels que l'administration, l'éducation, les entreprises et l'agriculture. Depuis cette époque et encore aujourd'hui, les frères, de même que les candidats au sacerdoce et les prêtres, s'engagent par une promesse à vivre conformément aux principes de la SMB.
La recherche en missiologie et en science des religions devint un point fort en 1945, notamment par la fondation de la «Nouvelle Revue de science missionnaire», remplacée en 2005 par les annales „Forum Mission“.
La revue illustrée ‚Bethléem’ parut durant de nombreuses années en plusieurs langues, touchant un large public. Depuis 1972, l’édition en allemand s’intitule «Wendekreis»; l’édition française a cessé de paraître en 2005, par manque d’abonnés.
Le centre de formation missionnaire „Romero-Haus“ à Lucerne sert, depuis 1986, à la formation continue de notre personnel et maintient vivant l’idéal missionnaire par des cours et des manifestations.

## Des territoires de mission aux engagements missionnaires
En 1924 déjà, trois premiers confrères furent envoyés en Chine,,,, d’abord auprès des Missionnaires de Steyl à Yanzhou,, au Sud-Shandong, afin d’apprendre la langue chinoise et d’en connaître la culture. En juin 1925, le délégué apostolique Celso Costantini leur assura un territoire de mission, la Préfecture Apostolique de Qiqihar, à l’extrême nord de la Chine.
En 1925 eut lieu l’admission des premiers frères destinés à collaborer dans l’administration, l’école, les ateliers et l’agriculture. Le 19 mars 1926 Paul Hugentobler et Eugen Imhof arrivent à Qiqihar, tandis que Gustav Schnetzler s’établit au village de Changfatun. La SMB assure alors la mise en place de communautés chrétiennes locales et, en collaboration avec les Sœurs d’Ingenbohl, des soins médicaux et de la formation scolaire. En 1940, on y comptait 42 prêtres SMB. Après l’arrivée du communisme, la plupart furent expulsés en 1953; le dernier quitta la Chine en 1954.
En 1938, la SMB s’est engagée en Rhodésie du Sud, le Zimbabwe,,, actuel où elle eut pour tâche l’érection d’une Église locale. À un certain moment, les confrères dépassèrent la 100e, engagés dans l’enseignement et la santé, dans les médias et la formation professionnelle.
En 1948, la SMB envoya ses premiers missionnaires dans l‘Iwate-ken, au nord du Japon. La même année, la SMB a commencé avec l’engagement de laïcs, à Fort Viktoria (aujourd’hui Masvingo), en Rhodésie du Sud. À la suite de l’expulsion de Chine des derniers missionnaires, la SMB a ouvert des missions à Taiwan et en Colombie.
En 1975 ont commencé les engagements d’équipes au Pérou; en 1977 en Equateur, en 1978 au Kenya et en 1985 aux Philippines.
Le Chapitre général de 1981 a adopté la notion de „libération intégrale“, avec les trois options suivantes:
- Option pour et avec les pauvres;
- Engagement pour les droits humains;
- Fondation de communautés de base.

En 1992, la SMB a commencé des engagements missionnaires en Bolivie. En 1993, le Chapitre général a émis une déclaration de principe sur la "présence missionnaire" avec le slogan suivant: "Ce que nous sommes parle plus que ce que nous disons."
À la suite de la valorisation des laïcs au service de l’Eglise prônée par le concile Vat. II, avec une nouvelle perception du sens de la Mission, toujours plus de laïcs ont collaboré aux projets de la SMB. Des équipes mixtes (laïcs – prêtres) se sont formées,,. Le Chapitre général de 1967 avait inscrit dans ses documents la vision de "l’engagement en vue d‘être remplacé" par les locaux. Non plus des territoires attribués (principe territorial), mais des projets à durée limitée (engagements missionnaires). Un premier engagement de ce type a commencé en Zambie en 1969,.
Le Chapitre général de 1974 a ratifié cette nouvelle forme d’engagement missionnaire. Les motifs principaux en étaient les suivants:
- lien essentiel entre mission et collaboration au développement;
- le partenariat avec les Églises locales;
- l’orientation œcuménique.

Le Chapitre général de 1988 a confirmé les options de 1981 et les a renforcées en insistant sur l’égalité homme – femme. La SMB donne alors la possibilité aux femmes et aux hommes qui lui sont proches de s’associer (naissance de l’Association) et de prendre une part active à l’engagement missionnaire. Les membres de la SMB et les volontaires laïcs – parfois en équipes mixtes – travaillent dans des projets de longue ou moyenne durée dans 9 pays d’Asie, d’Afrique et d’Amérique latine.
Le Chapitre général de 1998 a tenu compte du changement dans le personnel de la mission et façonna une Charte dans l’optique d’une prise en charge élargie. Les options fondamentales furent les suivantes:
- la proclamation du Dieu de la vie;
- l’engagement pour les défavorisés;
- et le dialogue interculturel et interreligieux.

Le 17 novembre 2000, l’œuvre missionnaire de la SMB s’est étendue sur une base plus large par la fondation de la Mission Bethléem Immensee (MBI) qui comprend deux piliers: la Société missionnaire et l’Association partenaire de Bethléem, où laïcs et clergé décident de manière paritaire.
Cette nouvelle structure a été fondée sur la base d’une nouvelle Charte (1998). Le 11e Chapitre général de la SMB en 2008 a confirmé ce modèle d’une double structure porteuse.
Le 25 juin 2011, cette structure partenaire de 2000 de la MBI fut dissoute par décision de son assemblée générale. De ce fait, la Société missionnaire de Bethléem redevint ce qu’elle était avant l’an 2000. À cette occasion, une nouvelle association du même nom "Mission Bethléem Immensee" se forma, indépendante de la Société missionnaire tant du point de vue juridique, administratif que financier; elle est une organisation non gouvernementale (ONG) autonome.
En été 2013, la MBI a transféré son siège à la Maison Romero à Lucerne, rachetée à la SMB,.
La MBI devenue partenaire de l’Alliance COMUNDO, elle se retrouve en étroite collaboration avec l’œuvre d’entraide E-CHANGER (en Suisse romande) et avec Inter-Agire (Suisse italienne). Ainsi, à l’heure actuelle, les deux organisations – la SMB et la MBI – travaillent en parallèle avec la même vision d’un monde meilleur et plus juste, chacune à sa manière. Les prêtres et les frères de la SMB, aussi bien que les volontaires de la MBI, vivent et travaillent dans des pays du Sud auprès des populations victimes de la pauvreté et de la discrimination.

## Les Missionnaires de Bethléem aujourd'hui
La Société missionnaire de Bethléem (SMB) a son siège historique à Immensee. Avec sa direction et son administration, elle accompagne ses missions en Asie (Taiwan), en Afrique (Zimbabwe, Kenya), en Amérique Latine (Colombie) et en Europe (Suisse).
Le chapitre général 2023 de la SMB a élu Ludovic Nobel comme Supérieur Général, Emilio Näf comme Vicaire Général et Josef Meili comme Conseiller Général. Les points clés du 14e chapitre général ordinaire de 2023 comprenaient notamment l'avenir de l'établissement d'Immensee, la structure de direction de la SMB, les règlements pour les missions individuelles, la deuxième phase du projet de construction ‘Habiter à Bethléem’ ainsi que l'avenir de la SMB (notamment l'admission de nouveaux candidats).
La majorité des membres de la Société missionnaire de Bethléem vit et travaille aujourd'hui en Suisse. La présence dans le pays d'origine de la SMB est répartie sur quatre lieux différents: Immensee, Fribourg et diverses antennes.

### La Maison Mère à Immensee[45]
Les missionnaires prêtres et frères de la maison mère à Immensee accomplissent leur mission dans divers domaines de vie et de travail. Depuis ce lieu, certains prêtres prennent en charge des missions pastorales dans différentes paroisses suisses. Les membres de la SMB sont également impliqués dans l'administration, la bibliothèque, la sacristie et de nombreux autres services nécessaires à la vie communautaire.

### Le Torry à Fribourg
Une petite communauté de missionnaires vit en compagnie d'étudiants de l'Université de Fribourg dans la maison Torry à Fribourg,. Ces étudiants sont principalement originaires d'Afrique et d'Asie. Les frères sur place s'engagent dans des missions pastorales dans les paroisses francophones. Le frère Ludovic Nobel enseigne le Nouveau Testament à l'Université de Fribourg.

### Afrique
Actuellement, quatre membres de la SMB résident au Zimbabwe (état de 2023).

### Kenya
Un membre de la SMB réside actuellement à Nairobi, au Kenya (état de 2023).

### Taiwan[6],[50]
Actuellement, deux frères résident à Taiwan (état de 2023). L'un d'eux vit dans la maison de la SMB à Taitung, qui sert de centre de séminaires pour les paroisses et les groupes religieux du diocèse. L'autre frère est engagé dans le ministère pastoral et supervise l'école de massage de réflexologie plantaire qu'il a fondée.

### Colombie
Actuellement, deux frères de la Société missionnaire de Bethléem résident dans la maison SMB à Popayán. Depuis là, ils assurent des services pastoraux dans les paroisses. Le Père Josef Schönenberger a reçu un prix de reconnaissance de la Fondation Alois et Jeanne Jurt pour son travail en faveur des droits de l'homme en Colombie.

### Les antennes
En plus des deux sites d'Immensee et Fribourg, la SMB est également présente en Suisse à travers quelques postes avancés. La plupart des membres qui y travaillent ont précédemment exercé dans d'autres continents.

## Cercle d'Amis de la SMB
Le Cercle d'Amis de la SMB relie les amis et sympathisants de la Société missionnaire de Bethléem, favorise les rencontres avec la communauté SMB et ses membres, et diffuse les idées de la Société dans le public. Le Cercle d'Amis de la SMB existe depuis août 2016. Il a été fondé pour donner suite à une suggestion du missionnaire de Bethléem, Pablo Meier, et à une décision du Chapitre Général de 2013. À ce jour, plus de 210 personnes ont rejoint le Cercle d'Amis (état de 2023).

## Association de la Maison Missionnaire de Bethléem
En tant que communauté ecclésiastique, la Société missionnaire de Bethléem ne peut exercer des droits et obligations civils et séculiers que de manière limitée. Pour cette raison, en 1907 a été fondé l'Association de la Maison Missionnaire de Bethléem. Cette association représente les intérêts de la SMB dans tous les aspects civils. Elle gère les actifs de la SMB, s'occupe des tâches financières et légales, et est inscrite au registre foncier en tant que propriétaire des biens immobiliers. Elle est également l'employeur du personnel administratif de la maison missionnaire et s'efforce de fournir les soins nécessaires aux membres de la SMB. L'Association de la Maison Missionnaire de Bethléem s’occupe aussi du projet de construction résidentielle ‘Habiter à Bethléem’,.

## Ensemble résidentiel intergénérationnel‘Habiter à Bethléem’
La SMB possède plusieurs bâtiments et terrains, qui lui ont été pour la plupart offerts par des particuliers. En 2013, la SMB a décidé de réaliser un ensemble résidentiel intergénérationnel sur son terrain près de la maison mère à Immensee. Le projet ‘Habiter à Bethléem’ (en allemand, "Wohnen im Bethlehem") est mis en œuvre par l'Association de la Maison Missionnaire de Bethléem en quatre phases jusqu'en 2037 environ. Après huit ans de planification et de réalisation de la première étape de construction, les premiers 51 appartements ont été occupés en 2021. Au total, plus de 100 autres appartements seront construits en trois phases de construction d'ici 2037. Environ 180 appartements seront réalisés dans les douze nouveaux bâtiments.
Cet ensemble résidentiel est conçu pour une vie communautaire et offre à ses résidents des services supplémentaires tels que le soutien au quotidien, la garde d'enfants et des espaces communs. Avec ce projet, la SMB répond au besoin local de logements abordables dans la commune de Küssnacht, en particulier pour les familles et les personnes âgées. En même temps, la SMB et la commune de Küssnacht ont utilisé ce projet pour promouvoir le développement de l'offre dans le domaine du logement pour les personnes âgées. En 2022, une déclaration d'intention a également été signée avec la Fondation BSZ à Seewen et le groupe Viva AG à Lucerne pour examiner plus en détail la réalisation d'un projet commun.

### Spiritualité
La spiritualité de la Société des missionnaires de Bethléem (SMB) est inspirée par l'Incarnation de Jésus-Christ et s'oriente autour des éléments suivants:
- Esprit de filiation: confiance illimitée en Dieu;
- Esprit de simplicité: authenticité et droiture;
- Esprit de dépouillement: participation à la vie des gens;
- Esprit de présence missionnaire: ‘ce que nous sommes parle plus que ce que nous disons’
- Esprit de fraternité: estime pour tous les êtres humains;
- Esprit de solidarité: lien avec tous les êtres humains.

## Supérieurs Généraux de la SMB
1921–1943 : Pietro Bondolfi,

1947–1957 : Eduard Blatter

1957–1967 : Max Blöchliger

1967–1981 : Josef Amstutz

1981–1993 : Josef Elsener

1993–2003 : Josef Meili,

2003–2008 : Emilio Näf

2008–2013 : Josef Meili

2013–2018 : Ernst Wildi

2018–2023 : Josef Meili

2023–présent : Ludovic Nobel

## Membres célèbres de la SMB
- Pierre-Marie Barral, fondateur de l'École apostolique de Bethléem (1855–1929) (non-membre de la SMB)[13]
- Pietro Bondolfi, fondateur et premier Supérieur Général de la SMB (1872–1943)[12],[14]
- Josef Maria Camenzind (1904–1984), écrivain[57],[58]
- Josef Eugster (*1940), missionnaire à Taiwan et thérapeute en réflexologie plantaire
- Thomas Immoos (1918–2001), sinologue et professeur de l'Université à Tokyo[59],[60]
- Oskar Stoffel (1932–1997), professeur de droit canonique[61]
- Hansjörg Auf der Maur (1933–1999), liturgiste[62]
- Al Imfeld (1935–2017), journaliste et écrivain[63],[64],[65]
- Karl Freuler (1912–2000), théologien et architecte[66]
- Josef Schmidlin (1923–2015), missionnaire au Japon et photographe
- John Groeber (1903–1973), missionnaire en Sud-Rhodésie (aujourd'hui Zimbabwe) et constructeur de l'église St. Mary's sur le site de la mission de Serima au Zimbabwe[67],[68]
- Michael Traber (1929–2006), missionnaire en Sud-Rhodésie et spécialiste des médias[69],[70]

### Archives de la Société Missionnaire de Bethléem SMB
Les archives de la SMB contiennent des documents exhaustifs sur l’histoire et l’œuvre des Missionnaires suisses. Cela inclut des informations sur les missions SMB en Afrique, en Asie et en Amérique latine, ainsi qu'une série de médias audiovisuels documentant l'action mondiale des missionnaires SMB. De plus, les archives comprennent des dossiers relatifs aux écoles et centres de formation de la SMB, tels que le Gymnasium Immensee, les deux progymnases de Rebstein et de Torry, ainsi que les Séminaires missionnaires de Wolhusen et Schöneck. Depuis 2014, les archives de la SMB sont conservées aux Archives d'État de Lucerne, où elles sont accessibles aux chercheurs à des fins de recherche.

## Liens externet
- Notices d'autorité :   - GND
- Page d'accueil de la Société des Missionnaires de Bethléem (SMB) à Immensee
- Fritz Frei: Bethlehem Mission Immensee. Dans: Lexique Historique de la Suisse.
- Site Web du Supérieur Général Ludovic Nobel
- Documentaire « La Fin de la Mission » (en allemand ‘Das Ende der Mission‘, SRF)
- (de + fr + it + en) Site officiel du Centre Romero de Lucerne